# Периодика (издательство)
Перио́дика (Автономное учреждение Республики Карелия «Издательство „Периодика“») — государственное издательство в городе Петрозаводск. Основано в 1991 году для обеспечения выпуска газет и журналов на национальных языках: финском, карельском, вепсском.
Учредители — Законодательное собрание Республики Карелия, Правительство Республики Карелия, Министерство Республики Карелия по вопросам национальной политики, связям с общественными и религиозными объединениями, Министерство образования Республики Карелия и национальные общественные объединения.
С 1998 года издательство «Периодика» активно занимается книгопроизводством. За период 1998—2016 годов было издано более 250 наименований книг и брошюр на финском, карельском, вепсском, русском, а также других финно-угорских языках.
23 октября 2024 года приостановлено издательство всех газет из-за нехватки финансирования, но на следующий день Издательство приняло решение возобновить производство газет.

## Газеты и журналы издательства
- Karjalan Sanomat;
- Oma Mua;
- Kodima;
- Kipinä;
- Carelia;
- Vienan Karjala (1999—2013 гг.).